# Transzfóbia

A transznemű büszkeség zászlaja

A transzneműség szimbóluma

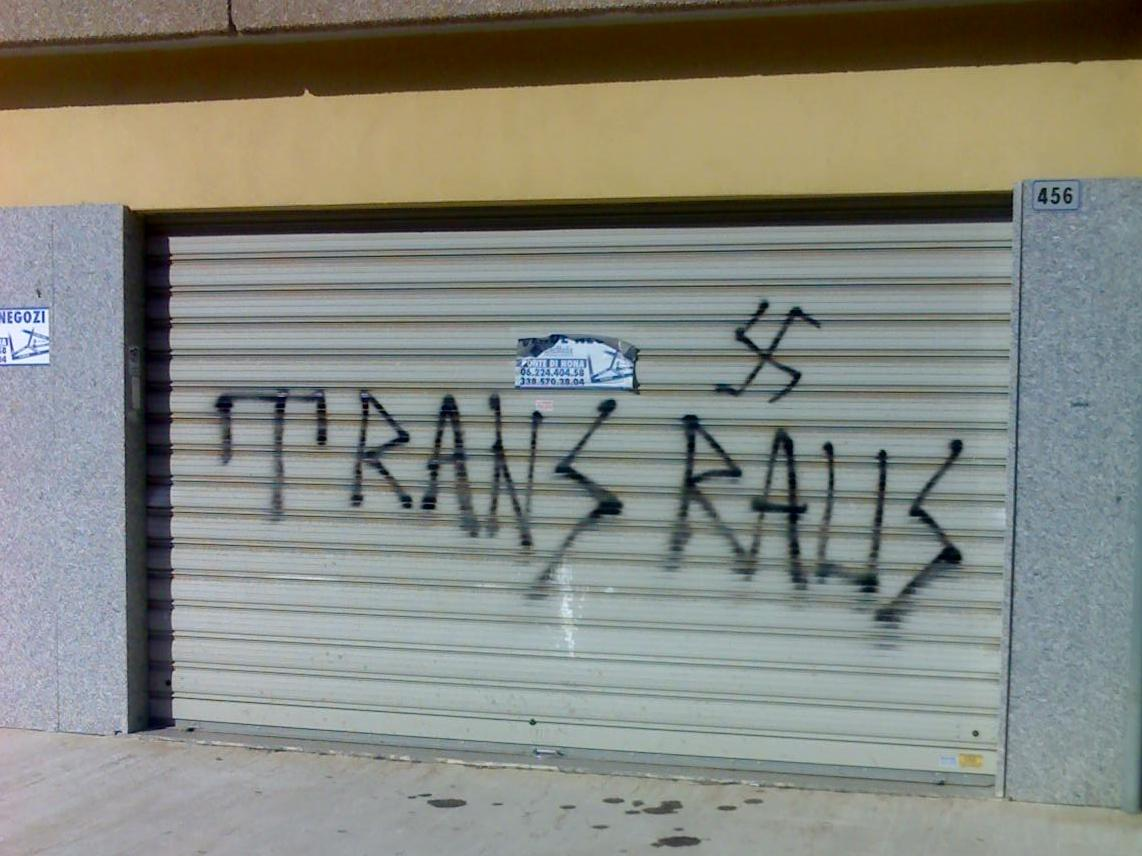
Német nyelvű transzfób felirat Rómában, egy horogkereszttel

A transzfóbia irracionális negatív érzéseket, hozzáállást vagy cselekedeteket foglal magába transznemű személyek vagy a transzneműség ellen általánosan. A transzfóbia alá tartozhat félelem, elkerülés, utálat és düh olyan emberek felé, akik nem felelnek meg a társadalmilag létrehozott nemi elvárásoknak. Gyakran együtt jelenik meg a homofóbiával, így esetekben annak részének is tekintik. A transzfóbia a strukturális diszkrimináció és elnyomás egyik formája, a homofóbiához, a szexizmushoz és rasszizmushoz hasonlóan.
Transznemű fiatalok gyakran áldozatai szexuális zaklatásnak, zaklatásnak és erőszaknak iskolákban, jóléti programok részeként és otthonaikban is. Felnőttek szintén gyakran áldozatai zaklatásnak, fenyegetéseknek és nemük sokszor nem elfogadott környezetük által. Sok esetben nem juthatnak megfelelő egészségügyi ellátáshoz és munkahelyeiken is diszkriminációval kell szembesülniük, gyakran ki is rúgják a transznemű személyeket nemi identitásuk miatt. Ezek mellett gyakran politikai támadások áldozatai és még esetekben az LMBT közösségen belül, illetve a feministák között is akadnak törekvések a kirekesztésükre.
Az erőszak kitettségének fokozottabb veszélye mellett mindezek rendszeres kisebbségi stresszhez vezetnek, amely a transznemű személyek mentális egészségére negatív hatás gyakorol. Ez gyakran alkoholizmushoz vagy drogfüggőségekhez, illetve öngyilkossághoz vezet.
Annak ellenére, hogy Európában és az amerikai kontinensen is nagy volt az előrehaladás a 2010-es években az elfogadás növekedésében, a 2020-as években a transznemű közösség ismét élesebb politikai támadások célpontja kezdett lenni.
A transznemű emberek önazonosságának elvitatására, megkérdőjelezésére a ciszszexizmus kifejezés használatos. A transzfóbia verbális megnyilvánulási formája. Az intézményesített kirekesztésre sajnos hazai példa is bőven akad.

## Megjelenése

### Zaklatás és erőszak

Megemlékezés és transzfóbia elleni tüntetés Berlinben, egy évvel Ella Nik Bayan halála után

Transznemű személyek ellen gyakori az erőszak vagy agresszió életük során és sokkal nagyobb a valószínűsége, mint cisznemű (nem transznemű) személyekkel szemben. Ez még inkább igaz szexuális erőszak esetében. A transzneműek elleni erőszak leggyakrabban testi erőszak, szexuális zaklatás vagy erőszak, illetve érzelmi vagy szóbeli bántalmazás formájában jelenik meg. Ezek mellett gyakori a transznemű személyek elnyomása, megbélyegzése és diszkriminálása. Az erőszak forrása lehet többek között a személyek családja, barátai, partnerei, szomszédjai, munkatársai, bármilyen ismerősei, idegenek és esetekben a rendőrség is. Az erőszak nem korlátozott az egyének bármely életszakaszára és nagyon valószínű, hogy életük során legalább egyik formájával szembe fognak kerülni.
Tekintve, hogy a homofóbia és a transzfóbia gyakran összefügg, sok transznemű személyt ér homofóbia és heteroszexizmus is. Ez főleg annak köszönhető, hogy sokan asszociálják a transznemű nemi identitást homoszexualitással vagy mert transznemű személyeknek is lehet nem heteroszexuális szexuális irányultsága. Thomas Spijkerboer holland professzor azt írta, hogy „Transznemű emberek, akik erőszak áldozatai, több kulturális környezetben, gyakran azt jelentik, hogy a transzfób erőszak gyakran homofób kijelentéseken keresztül történik meg.”
Az Amerikai Pszichológusok Szövetsége szerint transznemű gyermekek sokkal nagyobb eséllyel lesznek erőszak és zaklatás célpontjai iskolában, hajléktalanszállókon, nevelőotthonaikban és több egyéb környezetben is, mint más gyerekek. Kutatók szerint transz fiatalok gyakran gúnyolódás és erőszak áldozatai iskoláikban, és majdnem mindegyik gyermek azt mondta, hogy iskolában zaklatták vagy erőszakosak voltak vele, főleg testnevelés órákon, iskolai események közben vagy mosdóhasználat közben. A fiatalok háromnegyede nem érezte magát biztonságban.
Felnőttként a transznemű személyeknek hasonló tapasztalatai vannak zaklatással, gyakran megbámulják őket, és fenyegetésekkel is szemben kell állniuk, akkor is, ha csak az utcán sétálnak. Egy amerikai kutatás szerint, amit 402 nagy keresetű transznemű felnőtt köreiben végeztek, a személyek 60%-a volt erőszak vagy zaklatás áldozata nemi identitásuk szerint. 56% volt szóbeli bántalmazás áldozata, 30%-ot testileg is sértettek, 17%-ot dobáltak meg tárgyakkal, 14%-ot raboltak ki és 8%-ot tartóztattak le alaptalanul.
Egy 81 fős kutatás eredményei azt mutatták, hogy a megkérdezettek 30%-a érezte magát veszélyben csak azért, mert transznemű, míg 19% jelezte, hogy gyakran kellemetlenül érezte magát nyilvánosan. Mikor megkérdezték, hogy kényszerítették-e őket közösülésre, tapasztaltak-e erőszakot otthonaikban vagy testi sértést, a többségük mindegyik kérdésre igennel válaszolt.

### Szexuális erőszak
Egy amerikai kutatásokat összefoglaló jelentés szerint megdöbbentően gyakori, hogy a transznemű személyek szexuális zaklatás vagy erőszak áldozatai. A jelentésben azt írták, hogy (ugyan a kutatás metódusok miatt esetekben különböznek a számok) a transznemű személyek 50%-a volt nemi erőszak áldozata. Egy 2009-es cikkben, amit Rebecca L. Stotzer adott ki, azt írta, hogy több kutatás alapján arra a következésre juthatunk, hogy transznemű személyek nagy eséllyel lesznek szexuális erőszak áldozatai életük során.
Egy metaanalízis, amit intim partnerek által elkövetett erőszakról készítettek, azt mutatta, hogy transznemű személyek 66%-kal nagyobb valószínűséggel lesznek partnereik által elkövetett erőszak áldozatai, mint cisznemű emberek és kétszer akkora a valószínűsége, hogy nemi és testi erőszakot is el fognak követni ellenük.

### Testi erőszak
Mikor testi erőszak áldozatai lesznek, transznemű személyek gyakran nem jelentik az ellenük elkövetett bűncselekményt a rendőrségnek. Az Egyesült Államokban végzett kutatás szerint transznemű embereket ritkábban gyilkolnak meg, mint cisznemű személyeket, de kisebbségi (így afroamerikai és latina) transznemű személyeket gyakrabban ölnek meg. Az áldozatokat általában a gyilkossághoz szükségesnél is nagyobb erőszakkal ölik meg, gyakran lelövik őket, vagy megverik, illetve megkéselik őket.

### Téves hivatkozás nemi identitásra

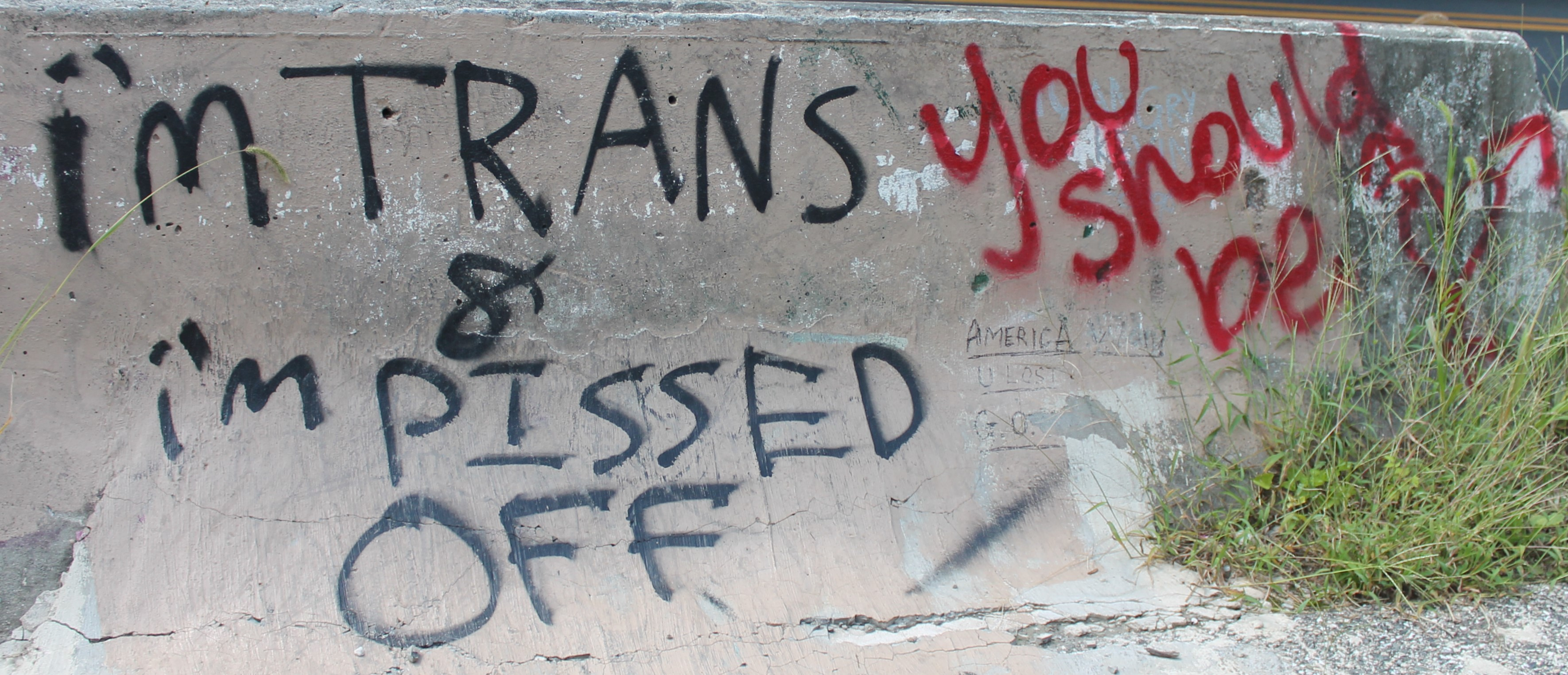
Graffiti Baltimore városában (balra, fekete színnel: Transz vagyok és elegem van; jobbra, piros színnel: Igazad van)

A nemi identitásra téves hivatkozás (angolul: misgendering) azt jelenti, hogy a személyre nem azzal a nemmel hivatkoznak, mint ami az identitásuknak megfelel. Ez lehet tudatos vagy véletlen is, például az „uram” vagy „hölgyem” helytelen használata, a nemeket használó nyelvekben a rossz névmások használata vagy a személyek arra kényszerítése, hogy megfeleljen biológiai nemük elvárásainak vagy nemi szerepüknek. Ezek mellett a transznemű személyek holtnevének használata, azaz azon néven való megnevezése, amit születésükkor kaptak, szintén ezek közé tartozik.
A fent felsorolt tapasztalatok gyakoriak a transznemű személyek körében nemváltásuk előtt és sok esetben még utána is. Orvosaik, a rendőrség, a sajtó és gyakran még ismerőseik, családjuk is a rossz nemi identitást használja a transznemű egyénekkel szemben, amit gyakran gyötrőnek és kegyetlennek neveznek az áldozatok. Egy 2018-as kutatás azt mutatta, hogy ha egy transznemű vagy nem bináris személy választott nevét és megfelelő nemi identitását használták ismerősei és családja, az csökkentette az öngyilkosság hajlamát a fiatalok között.

## Magyarországon

### Az első gyűlöletbeszéd kampányok
A transzfeminizmus 2010-es évek eleji hazai begyűrűzésére visszacsapásként reagálva a nyilvánosságban 2016 februárjától jelentek meg a magukat radikális feministának valló cisznemű nők részéről a hangsúlyozottabban, a transzfeminizmust és a queerelméletet komolyabban vagy akár agresszíven elutasító, identitáspolitikát kritizáló vélemények. A transz kirekesztő radikális feminizmus (Trans-exclusionary radical feminism – TERF) gender abolicionista (azaz elvileg a nemi szerep elnyomása alól felszabadító, lényegében a nemi identitások létezését tagadó) híveinek erősen transznőgyülölő, valójában a közösséget bomlasztó megnyilvánulásai nyár óta gerjesztenek heves és megosztó vitákat a nőmozgalmon belül, amelyek azóta már többnyire konszolidálódtak. Hosszú távú eredménye a liberális és a radikális baloldali vagy szociáldemokrata meggyőződésű feministák éles eltávolodása lett egymástól.

### Betiltás
A nem jogi elismerésének (azaz a hivatalos név- és nemváltoztatás) lehetőségéhez 2003 óta létezett egy orvosi szakvélemények alapján, ugyanakkor egészségügyi beavatkozások elvégzésének kötelezettsége nélküli intézhető adminisztrációs gyakorlat, ami 2016-ban kezdett el először akadozni, majd pedig 2018 óta szünetelt. (Az eljárást 2017-ig jogszabály nem szabályozta, a szokásjog alapján az anyakönyvi szervhez kellett fordulni egy pszichiáter, egy klinikai szakpszichológus és egy urológus / nőgyógyász által kiállított szakvéleménnyel.) 2020. március 31-én (a Transznemű Láthatóság világnapján) Semjén Zsolt miniszterelnök-helyettes benyújtott a parlament felé egy törvénymódosító javaslatcsomagot („salátatörvényt”), amelynek 33. §-a a születési nemet állapítja meg az anyakönyvbe bejegyzett hivatalos nemként, ami utólag nem változtatható meg. A módosítást május 19-én fogadta el az országgyűlés fideszes többsége, utána Áder János köztársasági elnök május 28-án írta alá. A jogfosztó döntés ellen az érintetteken kívül számos civil szervezet mellett nagykövetségek és Európai Parlamenti képviselők, továbbá az ENSZ több biztosa is határozott tiltakozásukat fejezték ki. Az Emberi Jogok Európai Bíróságának ítélete szerint Magyarországnak biztosítania kell a magyar és az országban letelepedett külföldi állampolgárok számára a nemük jogi elismerését.
Az országgyűlés 2020. december 15-én megszavazta a 2012 óta hatályos alaptörvény kilencedik módosítását, amelybe belefoglalták a következő mondatokat: „Magyarország védi a gyermekek születési nemének megfelelő önazonossághoz való jogát, és biztosítja a hazánk alkotmányos önazonosságán és keresztény kultúráján alapuló értékrend szerinti nevelést.”, továbbá: „Az anya nő, az apa férfi.”. Ezzel a módosítással alaptörvényi szintre emelte és megakadályozza a transznemű emberek nemének jogi elismerését és az azonos nemű párok gyerekvállalási lehetőségét.
Az Emberi Jogok Európai Bírósága 2023. június 22-én Strasbourg-ban kimondta, hogy a transznemű emberek nem- és névváltoztatási lehetőségének jogalkotói akadályozásával Magyarország megsértette az Emberi jogok európai egyezményét.

## Lásd még
- Homofóbia
- Bifóbia
- Heterofóbia